# Mecistocephalus malayensis
Mecistocephalus malayensis är en mångfotingart som beskrevs av Chamberlin 1953. Mecistocephalus malayensis ingår i släktet Mecistocephalus och familjen storhuvudjordkrypare. Inga underarter finns listade i Catalogue of Life.